# Dialekty goreńskie
     Dialekty goreńskie

Ugrupowania dialektów języka słoweńskiego
Dialekty goreńskie

Dialekty goreńskie, dialekty Górnej Krainy (słoweń. gorenjska narečna skupina, gorenjščina) – jedno z siedmiu najczęściej wyróżnianych ugrupowań dialektów słoweńskich. Dialekty goreńskie używane są w Górnej Krainie w dorzeczu górnej Sawy.
Dialekty goreńskie wywarły duży wpływ na formowanie się słoweńskiego języka literackiego, czego przykładem są choćby monoftongi na wzór gwar goreńskich a w kontraście do doleńskich licznych dyftongów.

## Cechy językowe
Dialekty goreńskie wyróżniają się następującymi cechami fonetycznymi:
- wspólne z dialektami doleńskimi rozróżnianie intonacji rosnącej i opadającej oraz ā i ə jako kontynuanty jerów w pozycji mocnej[1],
- akcentuacja zasadniczo zgodna z literacką[4],
- rozwój psł. *ě, *ę, *e w sylabach długich w ẹ̄, psł. *ǫ, o w ọ̄, np. jẹ́za, pệč, mộst < psł. *jęga, *peťь, *mostъ[1],
- przejście nieakcentowanego o w u (tzw. ukanie), np. ukộ, słe. lit. okộ[1],
- uproszczenie grupy čr- do č- (podobnie jak w gwarach rowtarskich), np. ču̯ộ wobec słoweń. lit. črevo[5],
- forma dúri < psł. *dvьri ‘drzwi’, która łączy gwary goreńskie z karynckimi[5].

W morfologii charakterystyczne jest przejście rzeczowników nijakich do rodzaju męskiego, nawet jeśli nie zmienia się sama końcówka fleksyjna, np. lẹ́t, suχ məsộ, dọ́bər tẹ́lẹ, słoweń. lit. leto, suho meso, dobro tele. Cecha ta jest znana także niektórym dialektom karynckim, styryjskim i doleńskim.